# Bjorn Eriksson
Pour les articles homonymes, voir Eriksson.
Bjorn Eriksson, né en 1976, est un musicien, compositeur et producteur belge. Il est connu pour avoir été guitariste du groupe Zita Swoon.

## Biographie
Bjorn Eriksson a remporté en 2013 l'Ensor de la meilleure musique pour le film Alabama Monroe (The Broken Circle Breakdown) dans lequel il joue également.
Il fait actuellement partie des groupes Eriksson Delcroix et The Broken Circle Bluegrass Band.

## Musique de film
- 2023 : Débâcle de Veerle Baetens
- 2024 : Tombés du camion de Philippe Pollet-Villard[1].